# Bob Young
Robert Bob Young (Hamilton, Ontario; 19 de noviembre de 1954) es un emprendedor canadiense conocido por ser uno de los fundadores de Red Hat, de la cual fue su director ejecutivo hasta 1999. Después de dejar la compañía, inició Lulu.com, un sitio web de autopublicaciones el cual dice ser "El proveedor de impresión de libros bajo demanda de más rápido crecimiento en el mundo". Él es el actual director ejecutivo de Lulu.com. Él también posee el Hamilton Tiger-Cats (en Hamilton), y la franquicia "Canadian Football League" de Ontario.

## Biografía
Robert Young nació en Ancaster, una ciudad histórica perteneciente a  Hamilton, Ontario, en una familia de industriales textiles del algodón.
Cuando el sector del textil comenzó a declinar el negocio familiar se transformó y pasó al sector de mobiliario de oficinas.
En 1976, después de su graduación, Robert agregó a este negócio el del alquiler de computadoras. Comenzando más adelante con su propia compañía, que resultó muy lucrativa, de alquiler de equipos con opción a compra. 
Estudió en la Universidad de Toronto, en la Facultad de Artes y de la Ciencia, él mismo dijo que el paso por esa Facultad de Artes, le enseñó a “aprender a aprender” lo que le dio la misma agilidad y versatilidad que su producto de Red Hat Linux, proporciona a los usuarios.
En los años 90 lanzó un boletín de noticias que tenía como objetivo a los usuarios de UNIX.
Más adelante empieza a publicar el diario de Linux, lo que le llevó a contactar con Ewing, un vendedor de Linux con su propia visión de Programa abierto.
1995 su compañía ACC Corporation se integra con RedHat en 1995, hasta 1999 de donde fue el director ejecutivo.
1999 deja Red Hat y Funda la compañía Lulu.com un sitio web de autopublicaciones.
Recientemente, Young fue incluido por la web Silicon.com entre los diez ejecutivos más influyentes en el sector de las tecnologías de la información.

## Papel en relación con el software libre
Cofundador y presidente de Red Hat hasta (1993-1999). Se describe como empresario serial. Graduado en la Universidad de Toronto(1976) y fundador del centro para dominios públicos (1999), una fundación no lucrativa que apoye el crecimiento de un dominio público sano y robusto del conocimiento y de las artes. El Red Hat es el primer suministrador y abastecedor abierto de Linux del mundo. Sirve a empresas globales con tecnología de programas abiertos. Las soluciones de su empresa incluyen las plataformas de funcionamiento de Linux, vendidas a través de un modelo de suscripción y una amplia gama de servicios de consulta. El programa de entrenamiento global de Red Hat funciona en más de 60 localizaciones por todo el mundo y ofrece RHCE, la certificación estándar global de Linux.
Bob Young es también el fundador de Lulu.com, en Raleigh, Carolina del norte, un sitio que permite que los creadores y los dueños lleven su trabajo directamente al mercado.

## Curiosidades
Young construyó el escritorio de su oficina y su silla con copias de sus libros no vendidos, “ en protesta por el derroche de la industria editorial, que se ha vuelto loca, y la forma abusiva en que los editores tradicionales tratan a los autores”.